# Приволье-2
Приволье-2 (бел. Прыво́лле 2) — посёлок в Азделинском сельсовете Гомельского района Гомельской области Беларуси.

## География

### Расположение
В 9 км от железнодорожной станции Лазурная (на линии Жлобин — Гомель), 17 км на северо-запад от Гомеля.

### Гидрография
Река Беличанка (приток реки Уза). На востоке мелиоративный канал.

## Транспортная сеть
Транспортные связи по просёлочной, затем автомобильной дороге Жлобин — Гомель (2004 г.). Планировка состоит из короткой прямолинейной меридиональной улицы, застроенной двусторонне деревянными домами усадебного типа.

## История
Основан в начале XX века переселенцами из соседних деревень. В 1926 году посёлок в Уваровичском районе Гомельского округа. В 1932 году жители вступили в колхоз. Во время Великой Отечественной войны 7 жителей погибли на фронте. В 1959 году в составе колхоза имени С. М. Кирова (центр — деревня Азделино).

## Население

### Численность
- 2004 год — 4 хозяйства, 4 жителя.

### Динамика
- 1926 год — 11 дворов 76 жителей.
- 1959 год — 168 жителей (согласно переписи).
- 2004 год — 4 хозяйства, 4 жителя.